# Murin-an
Pour les articles homonymes, voir Murin.
Murin-an (無鄰菴) est un jardin japonais à Kyoto, réalisé par le militaire et homme politique Yamagata Aritomo entre 1894 et 1898. C'est un exemple de jardin-promenade classique de l'ère Meiji.

## Description
Le jardin est situé sur les pentes des collines de Higashiyama et dispose d'une source d'eau par un canal en provenance du lac Biwa, le plus grand lac au Japon, qui alimente une rivière artificielle avec une chute d'eau triple. Le jardin met en valeur le contraste entre les forêts ombragées et l'ensoleillement des espaces ouverts et propose une longue promenade le long de ses différents sites qui offrent de nombreux points de vue sur les collines de Higashiyama.

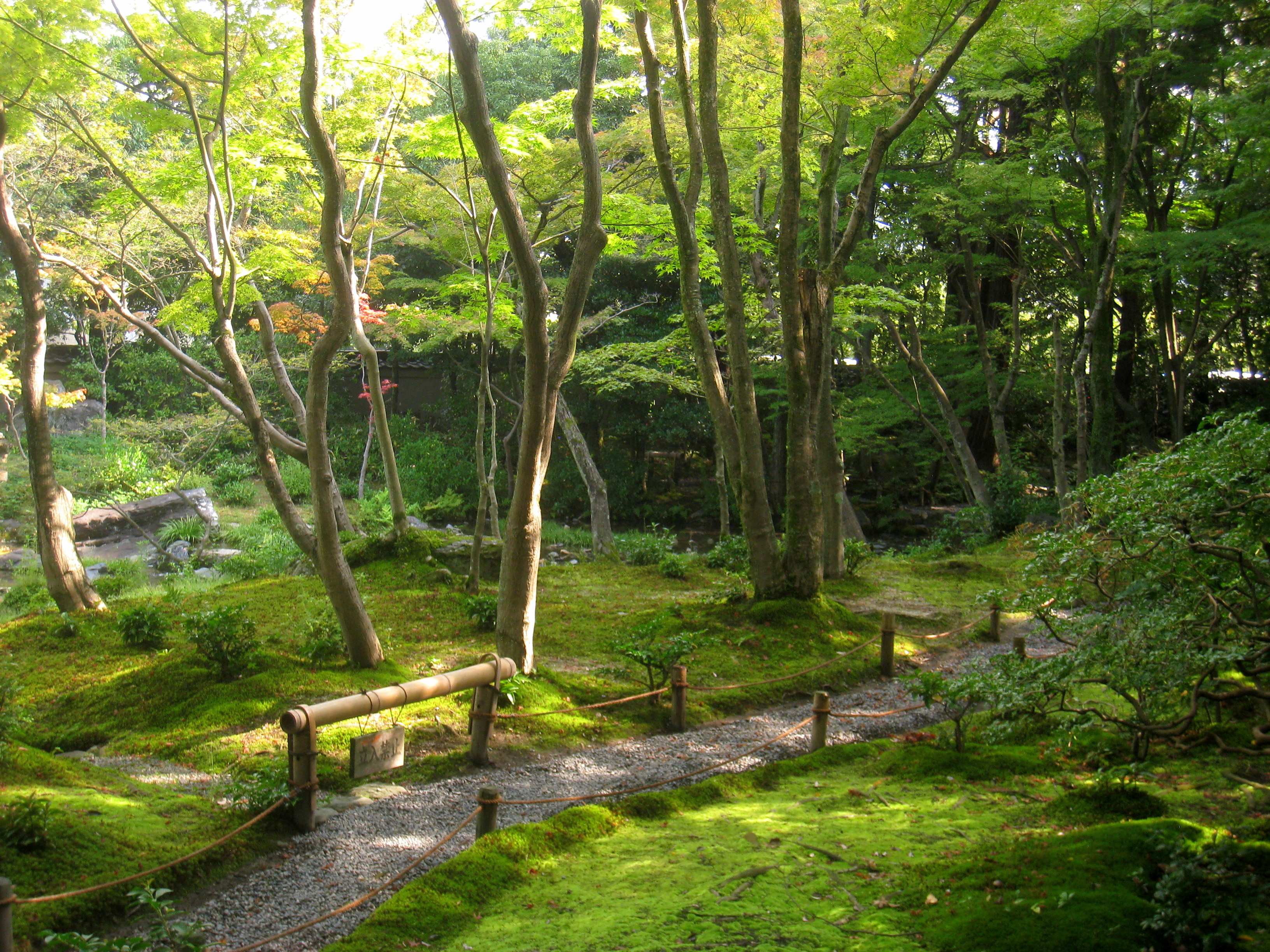
Sentier.
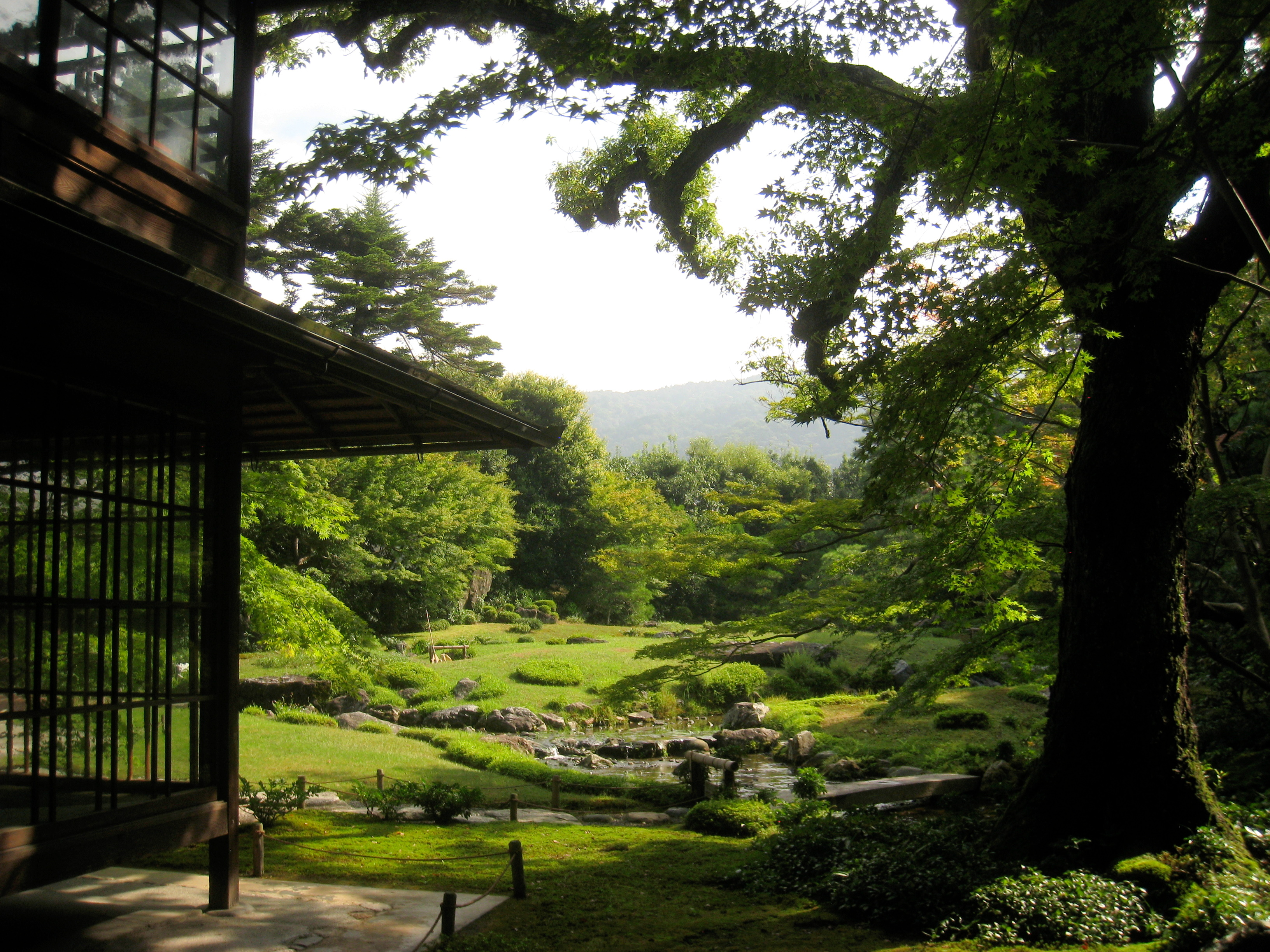
Coin de la résidence.
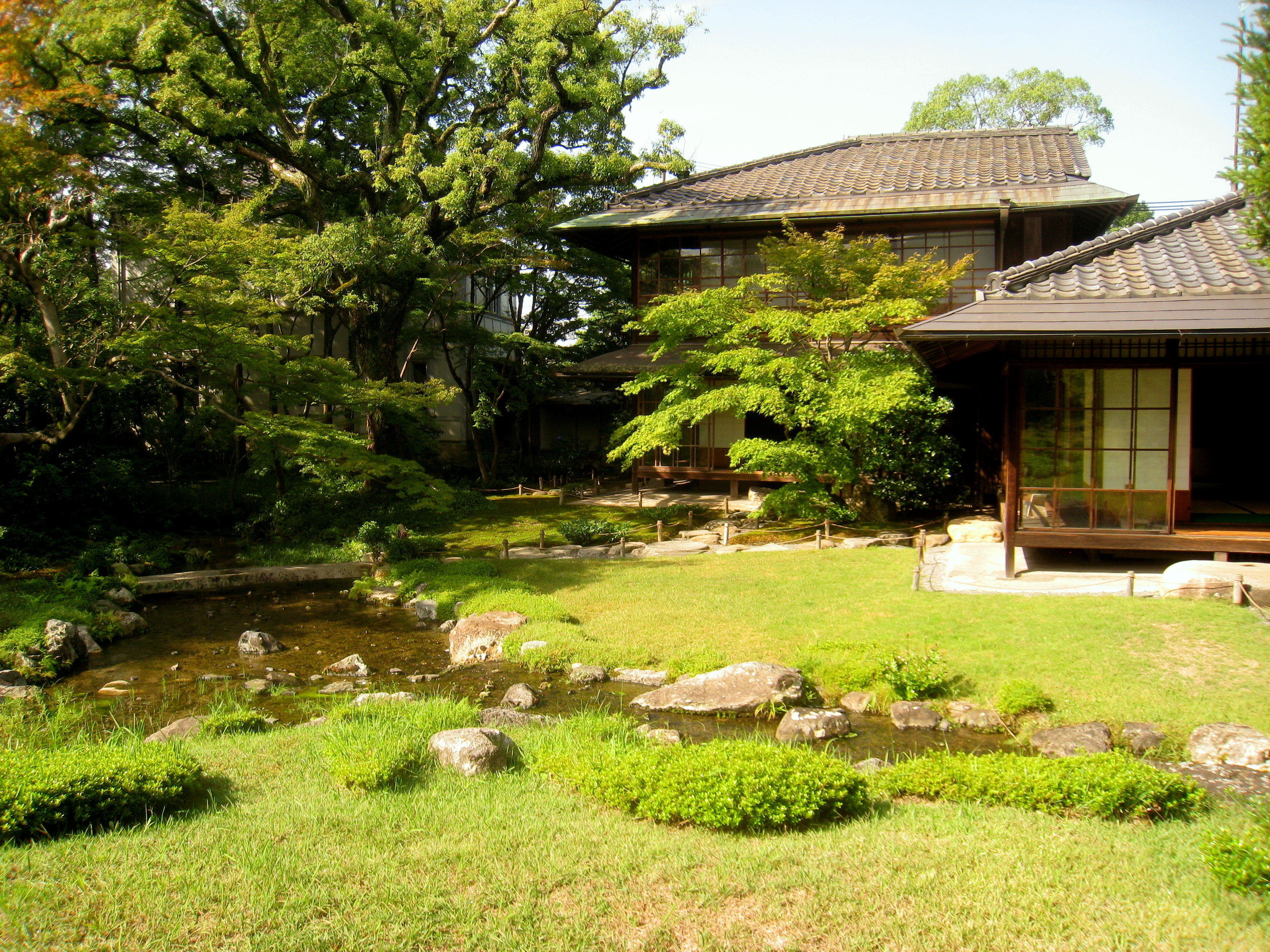
Résidence.
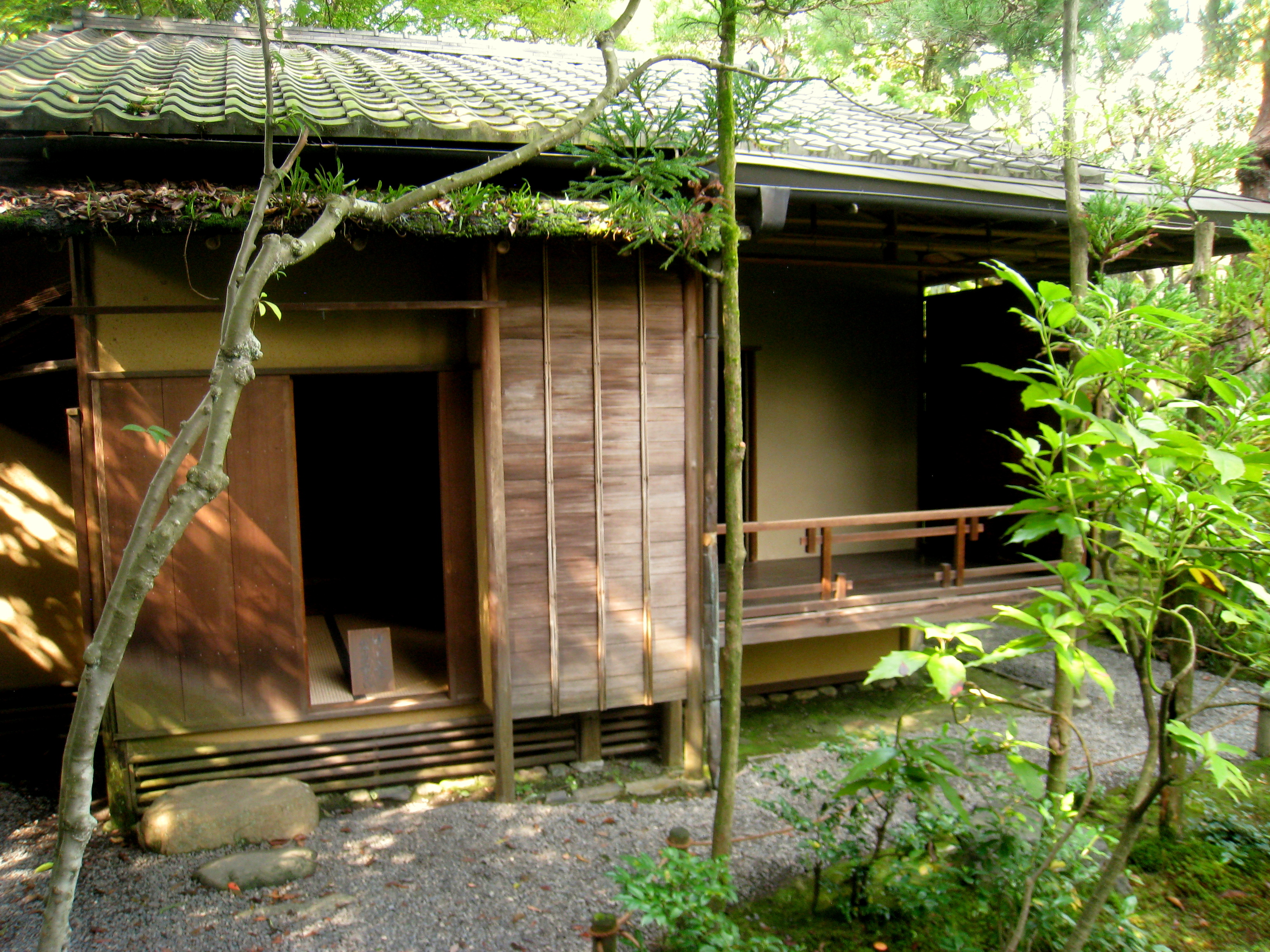
Salon de thé.
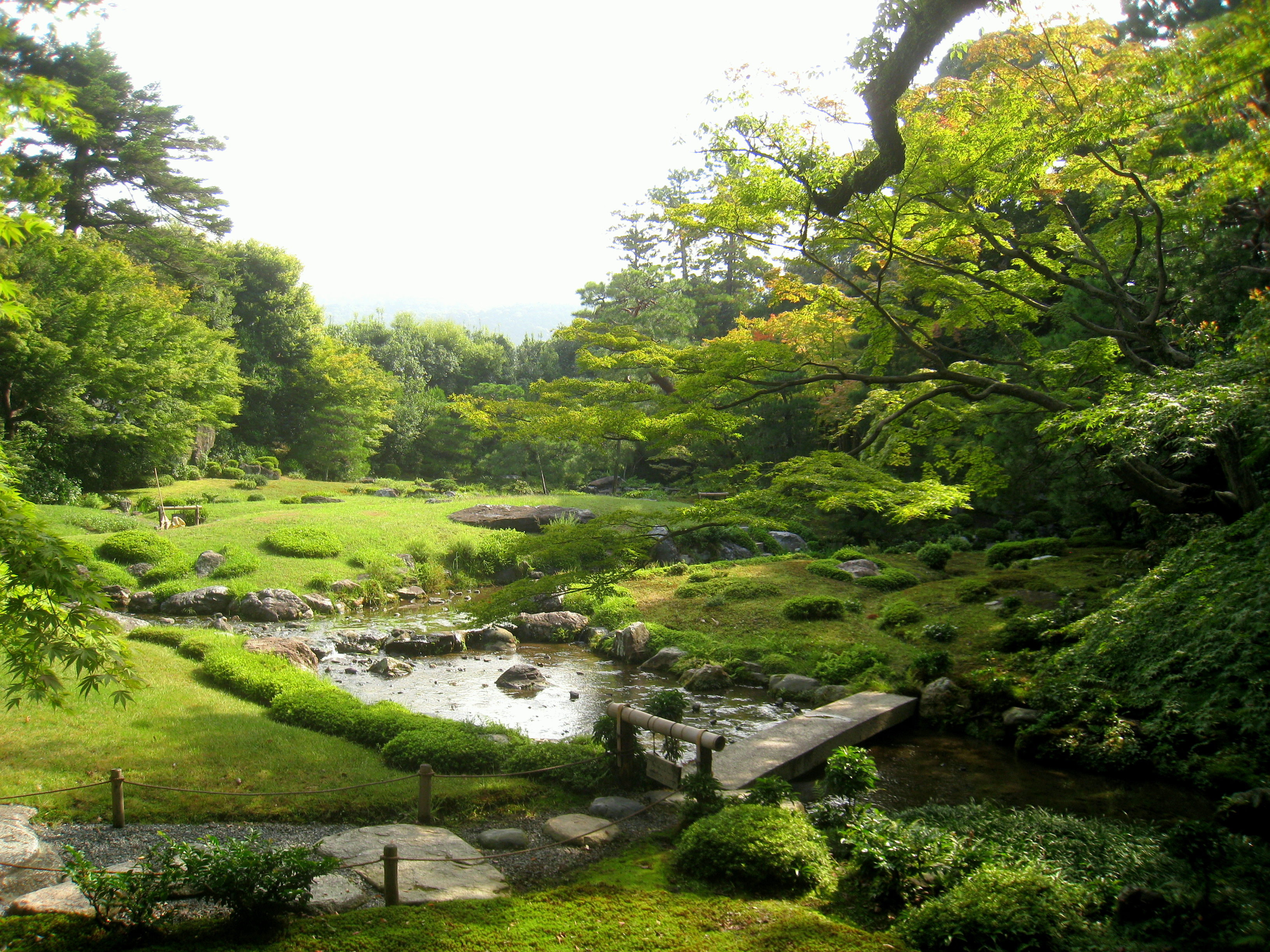
Le jardin avec une vue sur le pont.

## Histoire
Yamigata Aritomo est un personnage important dans les affaires politiques et militaires de l'ère Meiji. Né dans une vieille famille de samouraïs et engagé dans les questions militaires, il voyage en Europe en 1869 dans le cadre d'une délégation d'experts pour étudier l'armée prussienne. À son retour, il réorganise l'armée japonaise sur le modèle prussien. Il est nommé ministre de la Guerre en 1873 et deux fois Premier ministre du Japon de 1889 à 1891 et de 1898 à 1900.
Yamigata est aussi un grand amateur de jardins. Il achète un terrain à proximité du jardin Nanzengi à Kyoto et fait des plans pour construire une villa et son jardin. Les travaux commencent en 1894 mais s'interrompent en 1895 lors de la guerre avec la Chine. Les travaux reprennent une fois le conflit fini, avec l'aide d'Ogawa Jihei, le fameux paysagiste qui a conçu les jardins du palais impérial de Kyoto voisin nouvellement reconstitué. En plus du jardin, il construit une maison de thé, une maison japonaise traditionnelle et une maison moderne de style occidental avec une pelouse à l'anglaise ajoutée en 1898.